# Клещевая
Клещевая — река в России, протекает в Рыбновском районе Рязанской области. Левый приток Вожи. Длина реки составляет 17 км. Площадь водосборного бассейна — 37,4 км².

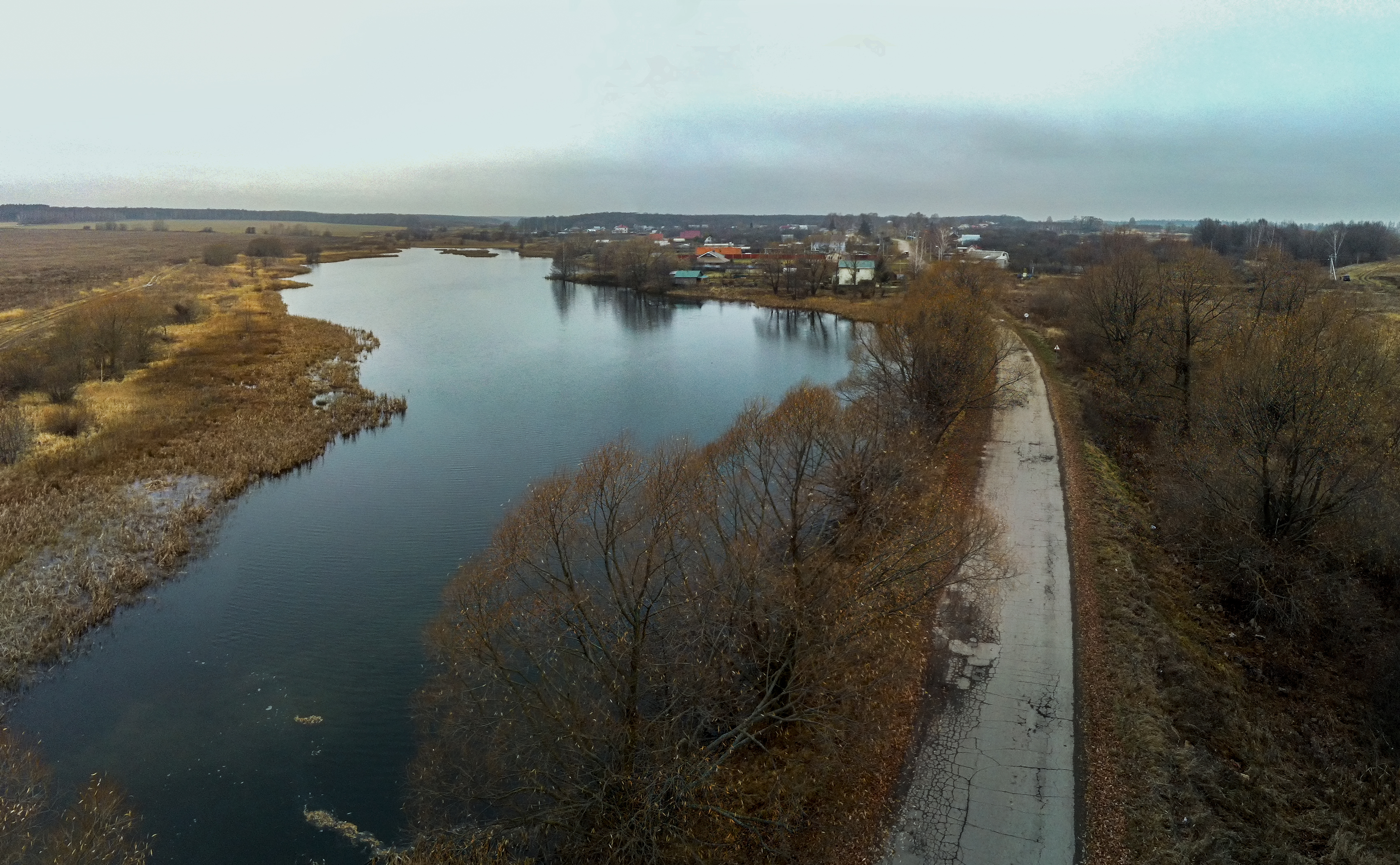
Пруд на р.Клещевая у с.Ильинское Рязанской области

## География
Река Клещевая берёт начало рядом с посёлком Костенково. Течёт на восток. Вдоль течения реки расположены населённые пункты: Ильинское, Житово, Фурсово и Юркино. Устье реки находится в 32 км по левому берегу реки Вожа.
Система водного объекта: Вожа → Ока → Волга → Каспийское море.

## Данные водного реестра
По данным государственного водного реестра России относится к Окскому бассейновому округу, водохозяйственный участок реки — Ока от города Коломна до города Рязань, речной подбассейн реки — бассейны притоков Оки до впадения Мокши. Речной бассейн реки — Ока.
Код объекта в государственном водном реестре — 09010102012110000024879.